# ジョエル・エンダラ
ジョエル・チサンガ・エンダラ（Joel Tshisanga Ndala, 2006年5月31日 - ）は、イングランドのグレーター・マンチェスター州マンチェスター出身のサッカー選手。マンチェスター・シティFCのユースアカデミー所属。ポジションはフォワード。

## 経歴
ポート・ヴェイルFCを経て、2017年に10歳でマンチェスター・シティFCのユースアカデミーに加入。2022年7月に最初のプロ契約を結んだ。
2023年のFIFAクラブワールドカップではベンチ入りしたが、出場はなかった。

## 代表歴
2023年のFIFA U-17ワールドカップでイングランド代表に選出され、3得点を記録した。